# Max von Mauthner

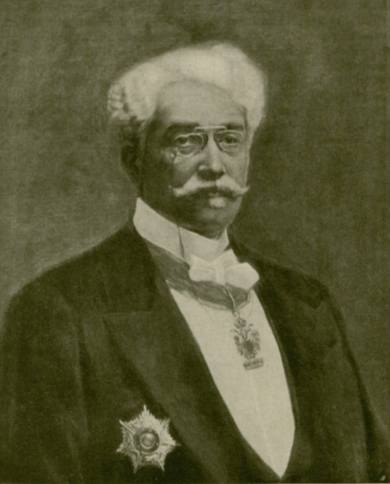
Max von Mauthner

Max Mauthner, seit 1902 Freiherr von Mauthner  (* 22. Juli 1838 in Prag; † 28. Dezember 1904 in Wien) war ein österreichischer Unternehmer und liberaler Politiker. Er war von 1879 bis 1899 Mitglied des Abgeordnetenhauses und danach bis zu seinem Tod Mitglied des Herrenhauses des österreichischen Reichsrats.

## Leben
Max Mauthner war ein Sohn von Israel Mauthner (1800–1857), einem wohlhabenden jüdischen Kaufmann in Prag, der 1848 mit seiner Familie nach Wien übersiedelte. Der Lyriker Josef Mauthner, der Advokat Philipp von Mauthner und der Augenarzt Ludwig Mauthner waren seine Brüder, der Bankier Gustav von Mauthner sein Cousin. Er trat 1874 aus der israelitischen Kultusgemeinde aus und war vorübergehend konfessionslos; 1880 ließ er sich taufen und gehörte anschließend der Evangelischen Kirche Augsburgischen Bekenntnisses (A.B.) an.
Nach Besuch des Akademischen Gymnasiums in Wien arbeitete Mauthner zunächst in der Großhandlung seines Vaters mit, dann war er Geschäftsführer einer Fabrikniederlassung. Ab 1874 war er Mitgründer und Gesellschafter der Wienersdorfer Malzfabrik Mauthner & Haberl in Traiskirchen (Bezirk Baden), ab 1894 deren Alleineigentümer (dann nur noch unter der Firma Mauthner). 1869 wurde er in die Handels- und Gewerbekammer Wien gewählt, 1891 wurde er deren Vizepräsident, von 1892 bis 1904 deren Präsident. Von 1891 bis 1904 war Mauthner Verwaltungsrat und ab 1892 Obmann des Wiener Komitees des Österreichischen Lloyd, von 1895 bis 1904 Vizepräsident der Österreichischen Central-Boden-Credit-Bank in Wien. Von 1899 bis 1904 war er Direktor der Ersten Österreichischen Sparkasse. Er war Teilhaber und im Verwaltungsrat zahlreicher weiterer Industrieunternehmen sowie der Anker-Versicherung. 
Von 1878 bis 1879 gehörte Mauthner dem niederösterreichischen Landtag an. Bei einer Ersatzwahl nach dem Rücktritt von Alfred Skene wurde er 1879 als Vertreter der Handels- und Gewerbekammer Wien in das Abgeordnetenhaus des österreichischen Reichsrats gewählt, dem er bis während fünf Legislaturperioden bis 1899 angehörte. Er saß zunächst im Klub der Liberalen, ab 1881 der Vereinigten Linken, nach deren Spaltung 1885 im Deutsch-österreichischen Klub und 1888 der Vereinigten deutschen Linken. Nach dem Ausscheiden der Deutschen Fortschrittspartei und des Verfassungstreuen Großgrundbesitzes reorganisierten sich die „Altliberalen“ 1897 in der Freien deutschen Vereinigung, deren Obmann Max Mauthner wurde. Im Abgeordnetenhaus war er wesentlich an den Debatten um Sozialversicherungsgesetze sowie bei Zoll- und Steuerfragen beteiligt und machte sich um die Förderung des Kleingewerbes und deren Organisationen in Wien und Niederösterreich verdient. Kaiser Franz Joseph I. berief Mauthner 1899 auf Lebenszeit ins Herrenhaus, wo er im Klub der Verfassungspartei saß. 
Von 1896 bis 1904 war Mauthner geschäftsführender Oberkurator-Stellvertreter der Kaiser-Franz-Joseph-Jubiläumsstiftung für Volkswohnungen und Wohlfahrtseinrichtungen in Wien; zudem gehörte er dem Kuratorium des österreichischen Museums für Kunst und Industrie an. 1902 wurde er von Kaiser Franz Joseph in den Freiherrenstand erhoben.